# Comuna Ciocârlia, Constanța
Ciocârlia este o comună în județul Constanța, Dobrogea, România, formată din satele Ciocârlia (reședința) și Ciocârlia de Sus.

## Demografie
Componența etnică a comunei Ciocârlia
     Români (83,18%)
     Tătari (9,52%)
     Alte etnii (0,61%)
     Necunoscută (6,69%)
Componența confesională a comunei Ciocârlia
     Ortodocși (80,9%)
     Musulmani (10,06%)
     Penticostali (1,7%)
     Alte religii (0,32%)
     Necunoscută (7,01%)
Conform recensământului efectuat în 2021, populația comunei Ciocârlia se ridică la 3.110 locuitori, în scădere față de recensământul anterior din 2011, când fuseseră înregistrați 3.220 de locuitori. Majoritatea locuitorilor sunt români (83,18%), cu o minoritate de tătari (9,52%), iar pentru 6,69% nu se cunoaște apartenența etnică. Din punct de vedere confesional, majoritatea locuitorilor sunt ortodocși (80,9%), cu minorități de musulmani (10,06%) și penticostali (1,7%), iar pentru 7,01% nu se cunoaște apartenența confesională.

## Politică și administrație
Comuna Ciocârlia este administrată de un primar și un consiliu local compus din 13 consilieri. Primarul, Ionuț Șerbu[*], de la Partidul Național Liberal, este în funcție din octombrie 2020. Începând cu alegerile locale din 2024, consiliul local are următoarea componență pe partide politice:
|  | Partid                    | Consilieri | Componența Consiliului | Componența Consiliului | Componența Consiliului | Componența Consiliului | Componența Consiliului | Componența Consiliului | Componența Consiliului |
|  | ------------------------- | ---------- | ---------------------- | ---------------------- | ---------------------- | ---------------------- | ---------------------- | ---------------------- | ---------------------- |
|  | Partidul Național Liberal | 7          |                        |                        |                        |                        |                        |                        |                        |
|  | Partidul Social Democrat  | 4          |                        |                        |                        |                        |                        |                        |                        |
|  | Alianța Dreapta Unită     | 2          |                        |                        |                        |                        |                        |                        |                        |

## Personalități născute aici
- Yusuf Isa Halim (1894 – 1982), poet, profesor și lingvist tătar, autor al primului dicționar român - turc.